# Doug Davidson
Douglas Donald „Doug” Davidson (ur. 24 października 1954 w Glendale) – amerykański aktor telewizyjny.

## Wczesne lata
Urodził się w Glendale w Kalifornii. Dorastał z dwiema starszymi siostrami. Ukończył Occidental College na wydziale biologii morza.

## Kariera
Karierę aktorską rozpoczął 6 kwietnia 1978 od występu w roli prywatnego detektywa Paula Williamsa w operze mydlanej CBS Żar młodości (The Young and the Restless), za którą otrzymał czterokrotnie nagrodę Soap Opera Digest (1990–1992, 1997) i w 2003 był nominowany do nagrody Daytime Emmy.
Od 12 września 1994 do 27 stycznia 1995 prowadził program The New Price is Right. W latach 1998–2003 Davidson był gospodarzem corocznego Turnieju parady róż (Tournament of Roses Parade).
Davidson był jedną z niewielu osób, które wzięły udział w przesłuchaniu w celu zastąpienia Boba Barkera po odejściu z The Price Is Right w dniu 15 czerwca 2007. Jednak ostatecznie został wybrany Drew Carey. Davidson był także gospodarzem adaptacji programu na żywo The Price Is Right Live!, w kasynach należących do Harrah's Reno w Las Vegas w stanie Nevada

## Życie prywatne
27 maja 1984 w Santa Barbara Biltmore Hotel poślubił Cindy Fisher, z którą ma córkę Calyssę Rae (ur. 27 grudnia 1989) i syna Cadena (ur. 1992).

## Filmografia

### Filmy
- 1978: Wtajemniczenie Sary (The Initiation of Sarah, TV) jako Tommy
- 1994: Fuksiarz (Mr. Write) jako Roger
- 1997: Drogie panienki (L.A. Johns, TV)
- 1999: Wybór Ewy (Dreaming of Joseph Lees, TV) jako saksofonista

### Seriale telewizyjne
- od 1978: Żar młodości (The Young and the Restless) jako Paul Williams
- 1987: Tylko Manhattan (I'll Take Manhattan) jako model
- 1995: Diagnoza morderstwo (Diagnosis Murder) jako Doug Davidson